# Harmarville Hurricanes
Los Harmarville Hurricanes fue un equipo de fútbol de los Estados Unidos que jugó en la American Soccer League.

## Historia
Fue fundado en el año 1947 en la ciudad de Harmarville, Pennsyvania, un suburbio de Pittsburgh y por Franck DeMor y era propiedad de la Harmar Coal Company, una empresa dedicada a la producción de carbón, por lo que la mayor parte de su plantilla estaba compuesta por empleados de la compañía.
Durante los años 1950 fue considerado como uno de los mejores equipos del país, logrando ganar la National Challenge Cup en dos ocasiones en tres fin ales jugadas, la primera en 1952 venciendo al Philadelphia Nationals por 7-5, y en 1956 venciendo en la final al Chicago Schwaben por 3-2 en el marcador global, además de ser finalista de la Copa Nacional Aficionada en dos ocasiones, ambas de manera consecutiva.
El equipo desaparecería en 1967 luego de que la empresa propiedad del club cerrara operaciones.

## Palmarés
- U.S. Open Cup: 2

1952, 1956
- Finalista: 1

1953
- National Amateur Cup: 0

- Finalista: 2

1950, 1951

## Jugadores

### Jugadores destacados
- Ray Bernabei[7][8]